# João Crisóstomo
João Crisóstomo (23 de junio de 1994) es un deportista portugués que compite en judo. Ganó una medalla de bronce en el Campeonato Europeo de Judo de 2021, en la categoría de –66 kg.

## Palmarés internacional
| Campeonato Europeo | Campeonato Europeo | Campeonato Europeo | Campeonato Europeo |
| Año                | Lugar              | Medalla            | Categoría          |
| ------------------ | ------------------ | ------------------ | ------------------ |
| 2021               | Lisboa (Portugal)  | Medalla de bronce  | –66 kg             |